# 一遍上人
『一遍上人』（いっぺんしょうにん）は、『一遍上人絵伝』を原作に作られた鎌倉時代劇で、カエルカフェ配給の日本映画。2012年5月12日公開。監督は『蜘蛛の糸』の秋原正俊改め秋原北胤。主演は映画初主演のウド鈴木（キャイ〜ン）、助演にパーカッショニストのスティーヴ エトウらのミュージシャンを起用して踊り念仏を表現し、民衆に念仏を勧めて時宗の開祖となった一遍の生きざまを描いている。

## 概要
電子音楽のマニピュレーターの経歴がある秋原北胤は、2006年に映画制作を手がけて以来、日本の各地方の人たちと交流を深める中で、鎌倉時代にさらに広範囲の人たちと精神的、文化的な支えとなっていた一遍という僧侶がいたことを知った。別名遊行上人（ゆぎょうしょうにん）とも呼ばれる一遍は、念仏札を賦算して全国を行脚する「遊行」の際に、今の長野県佐久市において、鉦や碗を叩いてリズムを刻みながら念仏を唱え、踊る「踊り念仏」を始めて念仏を勧め、多くの民衆の共感を得た。この踊り念仏を描くにあたり、日本で活躍しているミュージシャンを起用して現代風にアレンジし、各地で撮影することを思いついた。また、宇佐元恭一が歌う「雨ニモマケズ」を聞いて、エンディングテーマ曲とすることを最初に決めた。
歌手の玉置成実、ギタリストの竹久圏、ベーシストのKenKen、オルタナティヴドラマーの吉田達也、ドラマーの早川俊介、ジャズピアニストのクリヤ・マコトらが出演、そしてパーカッショニストのスティーヴ エトウが出演して踊り念仏の桶を叩き、かつ音楽全体を取りまとめた。映画初主演のウド鈴木はコメディアンではなく、俳優に徹している。
ロケは2011年に踊り念仏発祥の地長野県佐久市、静岡県三島市の三嶋大社芸能殿、神奈川県藤沢市などで行われ、大勢で踊り念仏をするシーンでは地域住民もダンスレッスンを受けて参加しており、エンドロールに出演者として記されている。一遍上人の映画を撮るというと各寺院が快く許可を出してくれ、また、一遍が訪れた地から上映の要請を受けるなど、時代を超えた影響力の強さが伺われる。

## あらすじ
僧侶の一遍は妻の超一と娘の超二、念仏坊と共に熊野や信濃へ遊行に出る。一遍は仏との結縁（けちえん）を人々に伝えることだけを考え、会う人々に版木で刷ったお札を渡し、「南無阿弥陀仏」（なもあみだぶ）と唱えさえすれば往生できると説いていた。一行が佐久にある武家屋敷に立ち寄った際、超一が突然一遍の念仏に合わせるように踊り出し、「踊り念仏」が誕生した。そして各地でさまざまな人たちと出会いながら、舞台は鎌倉、京都へと移る。

## キャスト
- 一遍上人 - ウド鈴木
- 超一 - 宮下今日子
- 超二 - 橘美緒
- 念仏坊 - スティーヴ エトウ
- お銀 - 玉置成実
- 清輝 - 松田洋治
- 清輝の妻 - 初嶺麿代
- 琵琶法師 - 竹久圏
- 殺人鬼 - 早川俊介
- 病気の村人 - 今村祈履
- 神主 - クリヤ・マコト
- 関所の武士 - KenKen
- 僧医梶原性善 - 剛州
- 旅人 - 吉田達也
- 老僧 - 綾田俊樹
- 松永耕一
- 宇佐元恭一

## スタッフ
- 監督 - 秋原正俊
- 原作 - 他阿『一遍上人絵伝』
- 脚本 - 落合雪恵
- 音楽 - スティーヴ エトウ
- 配給 - カエルカフェ